# تورنتو میپل لیفز

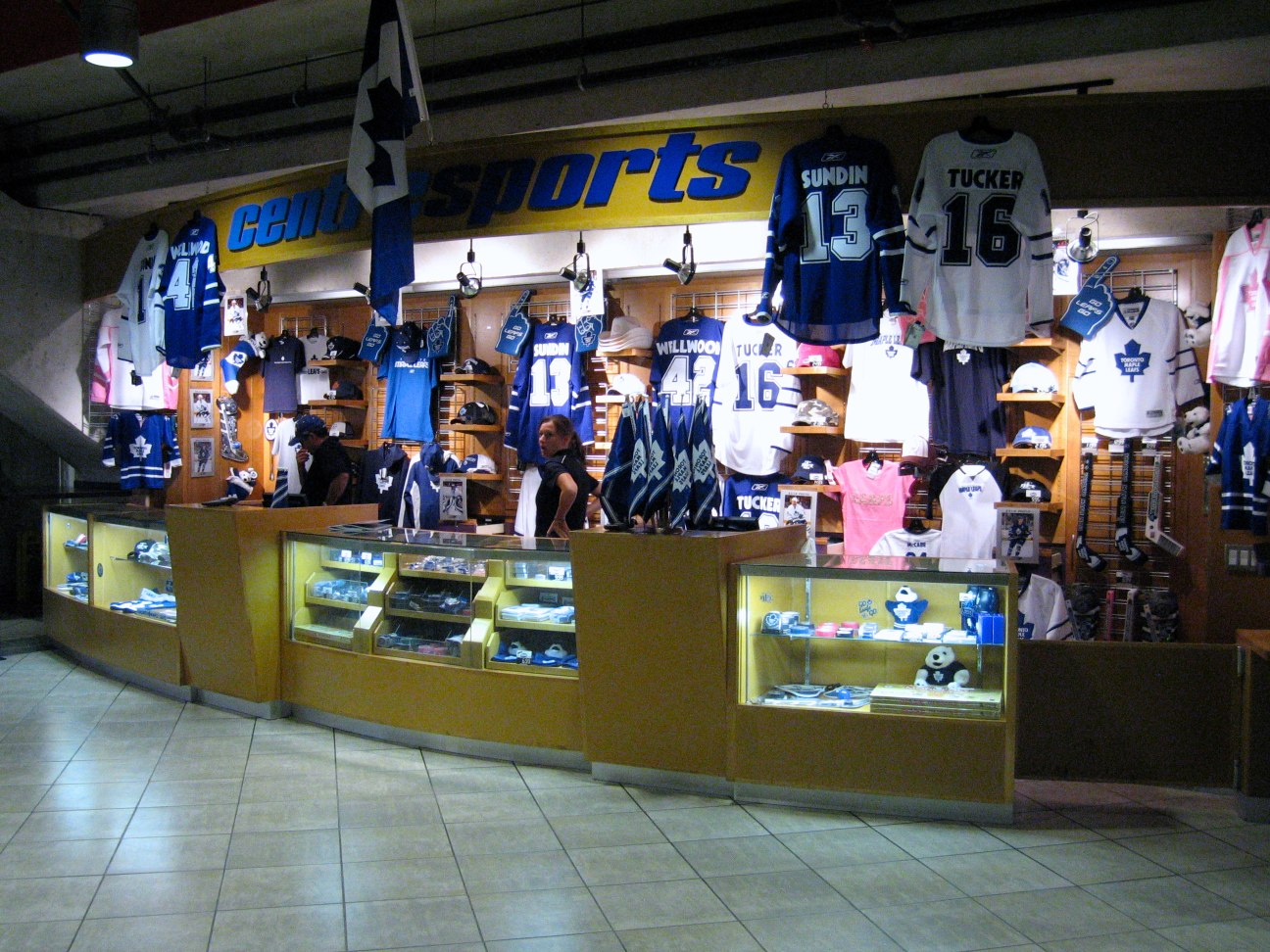
فروشگاه رسمی (فن‌کلاب) لوازم ورزشی باشگاه تورنتو میپل لیفز در تورنتو - اکتبر ۲۰۰۷

تورنتو میپل لیفز (انگلیسی: Toronto Maple Leafs) (به‌طور رسمی کلوب هاکی تورنتو میپل لیفز و اغلب با نام لیفز شناخته می‌شود) یک تیم حرفه ای هاکی روی یخ مستقر در تورنتو است.